# Podoglyphiulus ceylanicus
Podoglyphiulus ceylanicus är en mångfotingart som först beskrevs av Carl Graf Attems 1909.  Podoglyphiulus ceylanicus ingår i släktet Podoglyphiulus och familjen Glyphiulidae. Inga underarter finns listade i Catalogue of Life.